# Инфинити-ат-Брикелл
Инфинити-ат-Брикелл (англ. Infinity at Brickell) — жилое и офисное здание-небоскрёб, расположенный в американском городе Майами, штат Флорида. Небоскреб расположен в деловом центре города, в районе Брикелл, в южной части Майами-Авеню, возле 13-й улицы. Высота 56-этажного небоскрёба составляет 202 метра.
Строительство здания началось в 2006 году и продолжалось два с половиной года. В 2010 году небоскрёб был открыт для использования. Нижние этажи здания предназначены для офисных и административных помещений, верхние — для частных жилых помещений и элитных квартир. Проекта выполнен группой архитекторов компании Bogers and Associates.